# Aḥmad Riḍā Ḥūḥū
Aḥmad Riḍā Ḥūḥū (احمد رضا حوحو) Sidi Okba (Biskra, Argelia, 1911 - Argel, 1956) fue un escritor, periodista argelino. En algunas fuentes se le considera como el padre de la novela argelina. Sus obras han seguido una suerte dispar en cuanto a ediciones y reediciones.Los estudios en la escuela coránica, el instituto francés y la Facultad del derecho islámico han sido la base de la formación académica de Ḥūḥū.

## Biografía
Aḥmad Riḍā Ḥūḥū nació en 1911 en Sidi Okba (Biskra, Argelia) en el seno de una familia culta. Inició sus estudios a edad temprana, siguiendo una formación parecida a la de cualquier argelino de clase media de la época, es decir, cursando estudios en una escuela coránica. Tras ello, su padre lo mandó en 1928 a Skikda para realizar estudios secundarios, que no finalizó, y comenzó a trabajar en Telégrafos de su ciudad natal. Durante esta primera experiencia laboral tuvo ocasión de estudiar las diferencias entre los ámbitos rural y ciudadano, elemento recurrente en la literatura árabe desde sus lejanos inicios en el siglo octavo de la era actual. A los 25 años, apenas recién casado y como consecuencia de un conflicto con su padre (jefe de la Comunidad de Sidi Okba y agá de la región), viajó junto con su familia a Arabia estableciéndose en la ciudad de Medina en 1934, donde completó sus estudios en la Facultad de Ley Islámica(كلية الشريعة بالمدينة المنورة). 
En 1937 publicó en la revista cairota Rābiṭa al-ᶜArabiyya su primer artículo titulado "al-ṭaraqyya fy jidma al-istiᶜmār" (Las cofradías religiosas al servicio del colonialismo). Se graduó en 1938 con un magnífico expediente lo cual le permitió ejercer como docente en su misma universidad. Durante ese mismo año, comenzó a trabajar en la redacción de la revista mediní Al-Manhal (La Fuente) para la cual traduce al árabe numerosos texos literarios. Al cabo de dos años presentó su dimisión y se trasladó a la ciudad de La Meca donde trabajó como funcionario en Correos y Telégrafos, permaneciendo en este cargo hasta su vuelta a Argelia en el año 1945, después de la muerte de sus padres.
Se integró en la Asociación de Ulemas Argelinos, en cuyo órgano de difusión, al-Baṣā´ir, publicó algunos artículos, el primero de ellos "Jawaṭir Ḥā´ir" (Pensamientos Confundidos). Es nombrado director de la escuela Ibn-Badis y en la que ejerció durante dos años. En 1950 visitó Italia y algunos países de Europa del Este, la Unión Soviética entre ellos.
En 1949 fundó la compañía al-Mizhar al-Qasinṭīnī (El Laud Constantino), a través de la cual representó obras teatrales como: Malika Garnāṭa (La reina de granada), Bā´iᶜa al-wurūd (La vendedora de rosas) y al-Bajīl (El avaro). El 15 de diciembre del mismo año fundó el periódico  al-šaᶜla (La antorcha) haciéndose cargo de la redacción. Se llegaron a publicar cincuenta números de este periódico cuyo discurso era muy duro con los detractores de la asociación de Ulemas(جمعية العلماء المسلمين الجزائريين).
Las traducciones que realizó de literatura francesa no le impidieron continuar con la actividad intelectual que alcanzaría mayor eco: la novela corta, ya que Aḥmad Riḍā Ḥūḥū está considerado el precursor de la novela corta argelina, no de la novela, ya que este honor recae sobre Rīḥ al-ŷanūb (Viento del Sur) de Ibn Ḥadüqa. En el año 1954, tras el inicio de La lucha por la Independencia, publicó en Túnez su colección de novelas cortas Namāḏiŷ bašariyya (Modelos Humanos). En 1956 Riḍā Ḥūḥū muere asesinado a manos francesas, aunque existen diferentes versiones sobre quienes fueron los autores materiales.

## Obra
Para Marcelino Villegas, en Riḍā Ḥūḥū confluyen una serie de elementos que le hacen destacar sobre otros autores pese a lo reducido de su obra —está considerado el fundador de la narrativa argelina, llevó a cabo varios viajes en los años 30 y 40 por otros países árabes, lo variado de su obra y el hecho de haber sido asesinado durante la guerra de independencia argelina—y le envuelven en un aura de la que pocos o ninguno de sus contemporáneos dispone. Por tanto, posee la doble vertiente de héroe muerto por el enemigo y de personaje con un carácter a contracorriente, que le convierte en un pionero que escribió su obra en circunstancias adversas.
Sus obras han seguido una suerte dispar en cuanto a ediciones y reediciones. Si bien, en 1983 se reeditó un libro de cuentos, Ṣāḥibat al-waḥī (La vidente, 1954), otro libro de cuentos, Namāḏiŷ bašariyya (1955) no ha sido editado hasta 2014 y bajo el patrocinio del Ministerio de Cultura catarí. Una colección de artículos, "Maᶜa ḥimār al-Ḥakīm" (Con el burro del sabio, 1953), sus trabajos dispersos en revistas y diarios y sus manuscritos inéditos continúan sin ver la luz por no haber sido objeto aún de un trabajo de edición.
Para Marcelino Villegas una posible recuperación de las obras del argelino tendría una razón indudablemente simbólica para el sentimiento de arabidad argelino. Se trataría de demostrar que la primera narrativa en árabe fue escrita en Argelia antes de la aparición de escritores en francés, antes de la independencia y antes también de la publicación de Rīḥ al-ŷanūb de Ibn Ḥadüqa. Resultaría así que la narrativa árabe argelina no sería una recién nacida, sino contemporánea de la siria y de las primeras obras considerables de la egipcia (Ṭāhā Ḥusayn, Tawfīq al-Ḥakīm) y la iraquí (Ḏū l-Nūn Ayyūb, ᶜAbd al-Ḥaqq Fāḍil).  La obra de Riḍā Ḥūḥū tiene un carácter poco local ya que transcurre tanto en Arabia como en otros lugares indeterminados. Esta característica queda relegada ante la vigencia de los temas tratados, especialmente la independencia de la mujer. La Ninfa de Umm al-qurà es un perfecto ejemplo de sus historias de amor, con un marcado tinte romántico, remotamente ligadas a la denuncia social;  obras de evasión que llaman la atención con situaciones fuertes y un mecanismo narrativo sólido.
En su obra conviven registros variados. Para una mejor explicación, seguimos lo que Marcelino Villegas escribe: “El que mejor concuerda con el gusto actual es el irónico, bien representado por una obra dialogada, Udabā' al-maẓhar, y un cuento, Fatāt aḥlāmī; sus cuadros de costumbres, sin embargo, carecen de carácter y agudeza, tanto si versan sobre personajes atrayentes (Ṯarī l-ḥarb), como si se trata de conglomerados extraños (al-Fuqarā', Ṣadīqī l-šāᶜir), porque en uno y otro caso lo único que cuenta es un moralismo convencional. Sus cuentos de crítica social sufren de inverosimilitud, de tratamiento anarrativo y de nimiedad, sin que el estilo terso y elocuente les ayude a mejorar nada. De los tres que tiene, Ŷarīma ḥamāt es el más inverosímil; al-Qubla l-maš´ūma el que más cerca está de ser simplemente un cuento; Ṣāḥibat al-waḥi, el más declamatorio. Son sus melodramas (Jawla, Gādat Umm al-qurà) los que, de otra manera que sus trabajos irónicos, tienen más posibilidades de encontrar lectores e inspirar obras nuevas. Son relatos que están de acuerdo con el gusto actual por las narraciones bien marcadas y con un doble fondo alusivo, contadas de una manera funcional, objetiva y creciente. Tras la primera alarma (los esquemas narrativos y las anécdotas son de sobra conocidos y Riḍā ḤūḤū los emplea sin la menor reserva), tanto Jawla como Gādat Umm al-qurà se afirman como obras que admiran y mueven, la primera por su primitivismo, la segunda por la eficacia y la sinceridad con que maneja los resortes del melodrama”. Sin embargo, la cuestión que más llama la atención es lo relativo a la consideración hacia la mujer y sus sentimientos. La idea de “liberar” a la mujer, especialmente de la ignorancia a que estaba —y está— abocada en determinadas culturas aparece ya en ᶜĀíša (uno de los cuentos de Namāḏiŷ Bašariyya), donde aboga por la liberación de la mujer, no a través de su vestimenta o su indumentaria, sino de la ciencia y el conocimiento. La dedicatoria de La Ninfa es, en ese sentido, una preciosa declaración: “A aquellas que viven privadas de los beneficios del amor, de los beneficios del saber, de los beneficios de la libertad”.
Obras más destacadas:
- Ya´ful nuŷum al-adab (La extinción de las estrellas de la Literatura)
- Banā al-wady (Los hijos del wady)
- Al-adīb al-ajīr (El último literato)
- Gāda umm al-qurâ (La ninfa de Umm al-Qurà) Novela corta,1947
- Ma'a ḥimār al-ḥakīm (Con el burro del sabio)', Cuento, 1953
- ṣāḥiba al-waḥī (La vidente)', Colección de cuentos, 1954
- Namāḏiŷ bašariyya (Modelos humanos), Colección de cuentos, 1955